# Прапор Андорри-ла-Вельї
Пра́пор Андорри-ла-Вельї — офіційний символ Андорри-ла-Вельї, столиці Андорри.

## Опис
Прапор є прямокутним полотнищем, забарвленим зеленим кольором, оточеним широким контуром золотого кольору. Між зеленим полем прапора і золотим кантом розміщено тонку білу смугу. В центральній частині полотна зображено три нерівнозначні вертикально розташовані хвилеподібні смуги. Бічні смуги однакові за шириною та забарвлені золотим, середня смуга у кілька разів ширша й забарвлена синім кольором.
Зелений колір полотна прапора символізує відродження, молодість, надію та свободу. Золотий колір символізує віру та справедливість, синій — милосердя та умиротворення.